# Taxi pluvieux
Pour les articles homonymes, voir Taxi (homonymie).
Le Taxi pluvieux ou la Cadillac pluvieuse (Cadillac Lluvioso en espagnol, The Rainy Taxi en anglais) est une œuvre d’art dadaïste surréaliste de 1938, de l'artiste espagnol Salvador Dalí (1904-1989) (le plus grand monument surréaliste du monde, selon Dalí),.

## Historique
L'œuvre a existé en plusieurs versions. Elle a été créée en 1938 à Paris, recrée en 1939 à New York et enfin au Théâtre-Musée Dali de Figueres après la transformation du bâtiment en musée en 1974. Ces versions diffèrent sur plusieurs points, notamment sur le modèle de véhicule. L'exposition temporaire de Paris utilisait une Rolls-Royce et la seconde un taxi jaune New-yorkais de la ville. L'exposition permanente du musée Dali met en scène une Cadillac de la collection personnelle du peintre.
Cette dernière version est réalisée à partir de la Cadillac Série 62 cabriolet à moteur V8 de 1938, offerte par Salvador Dalí à son épouse et muse Gala Dalí, durant leurs voyages aux États-Unis des années 1930, puis exil de 8 ans à New York (entre 1939 et 1947) pour fuir l'Espagne et l'Europe durant la seconde Guerre mondiale.

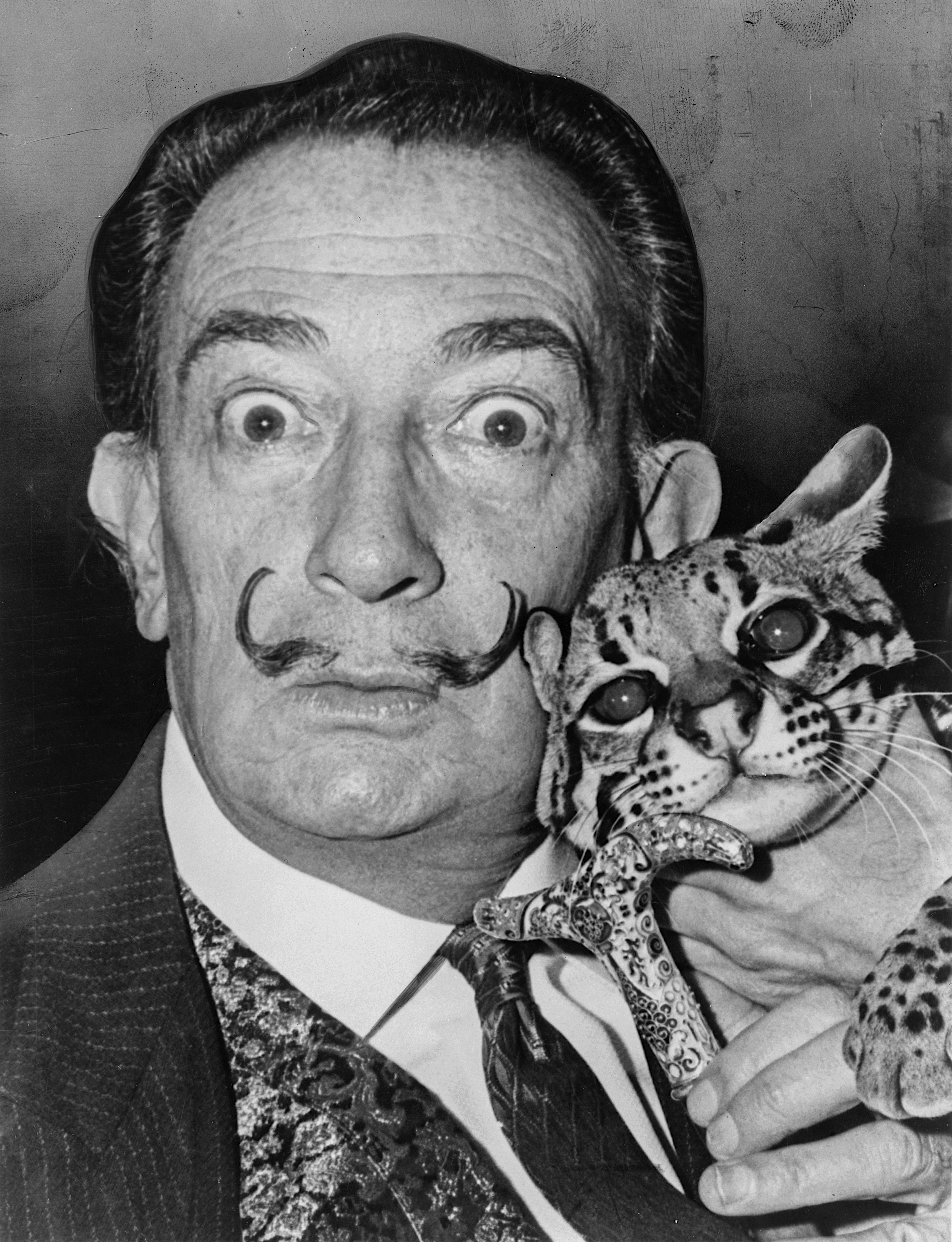
Salvador Dalí en 1939
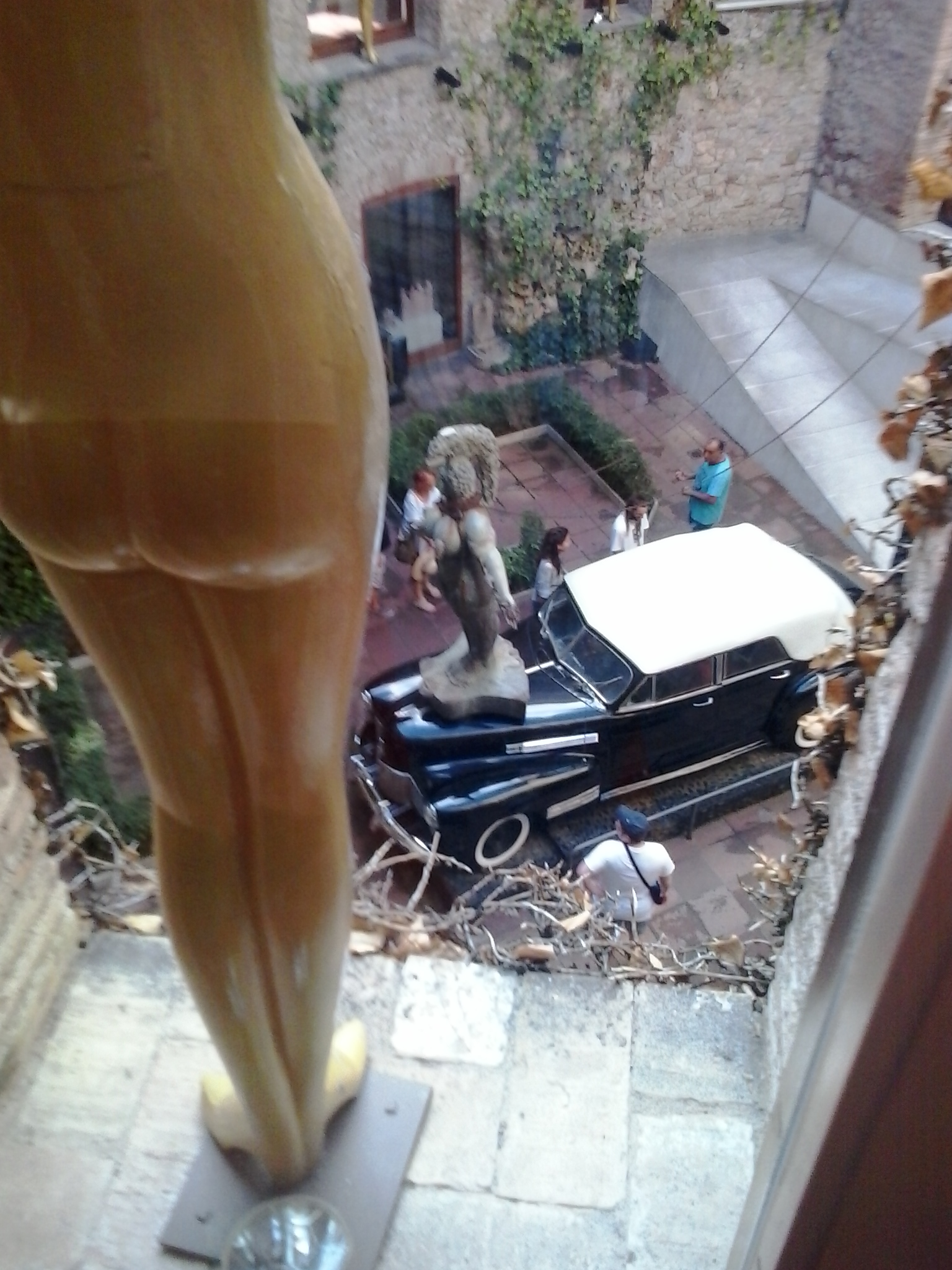

Dalí affirmait qu'il n'existait que six exemplaires de ce modèle, avec laquelle le couple a visité les États-Unis, appartenant respectivement au Président des États-Unis Franklin Roosevelt, à l'acteur Clark Gable, et au parrain de Mafia américaine Al Capone...

## Description
La version exposée au Musée Dali de Figueres expose une Cadillac Série 62 cabriolet de la collection de Salvador Dali transformé en taxi noir. Il est conduit par un chauffeur avec un chapeau-requin, alors qu'une femme en robe de soirée est assise à l'arrière, dans une ambiance détrempée où poussent des laitues, des chicorées, et où prolifèrent des escargots de Bourgogne. L'ensemble est arrosé par une pluie tombant à l'intérieur de la voiture, générée par un ingénieux système de tuyauteries, activable par le public par un monnayeur de pièces de 1 €.

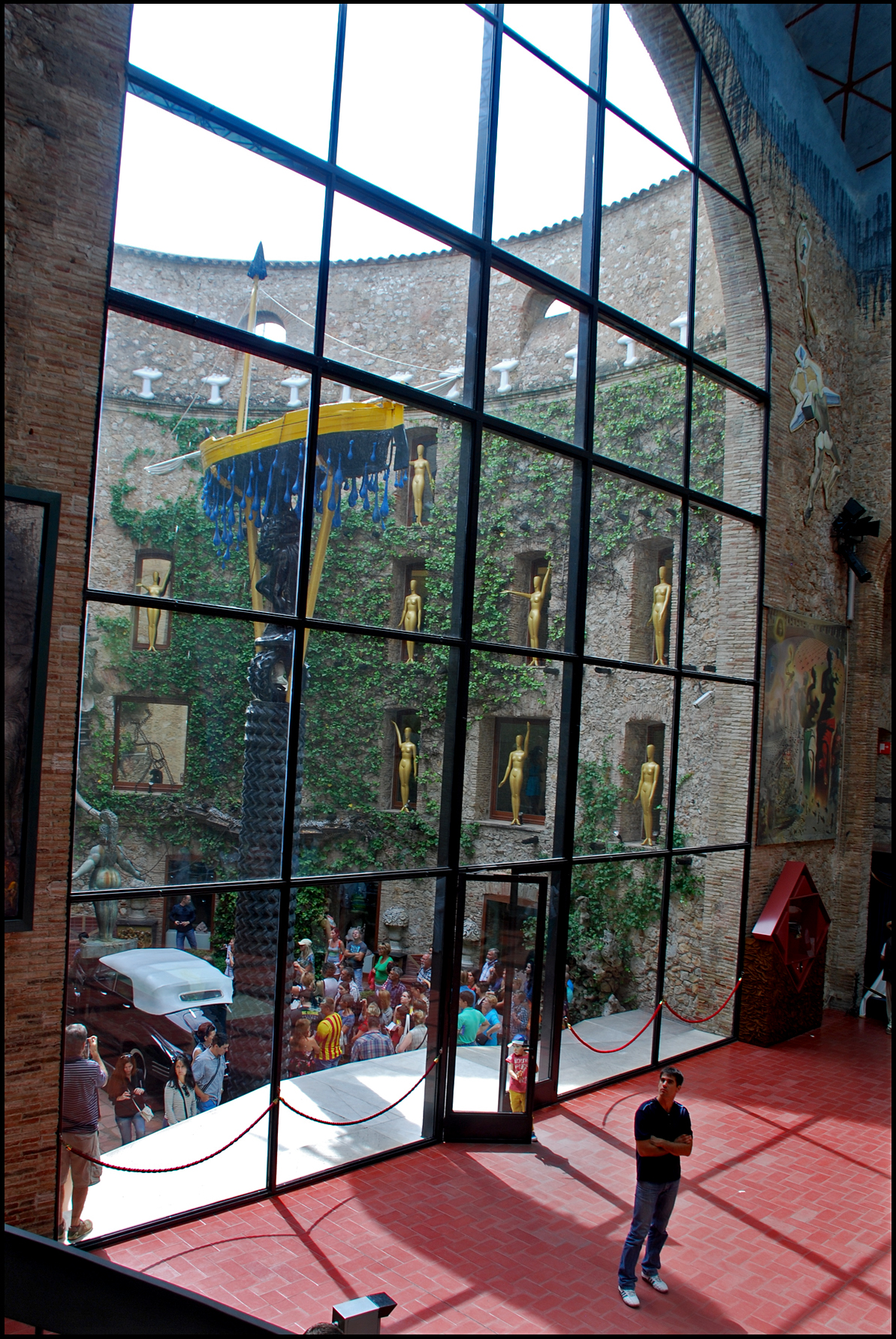
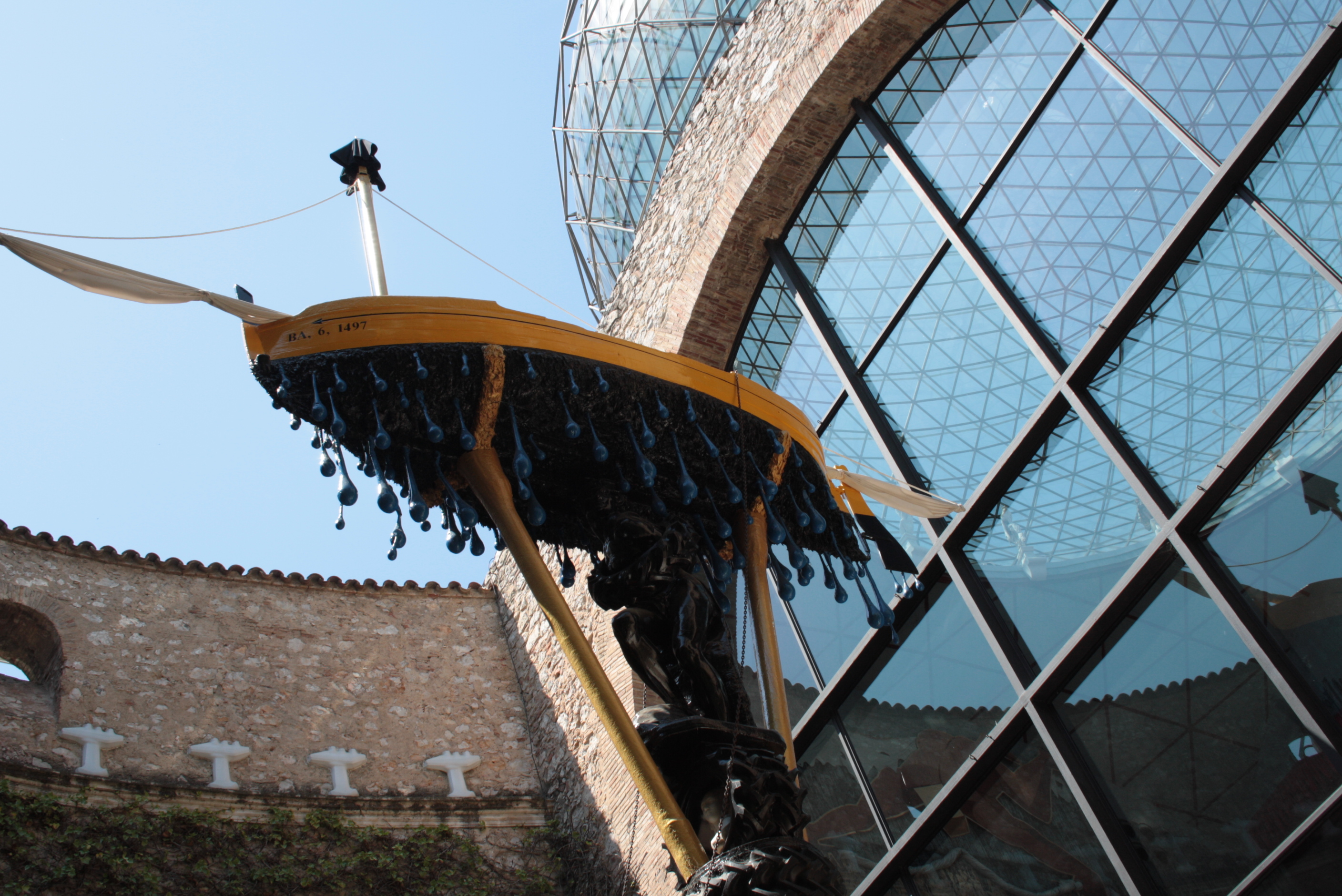
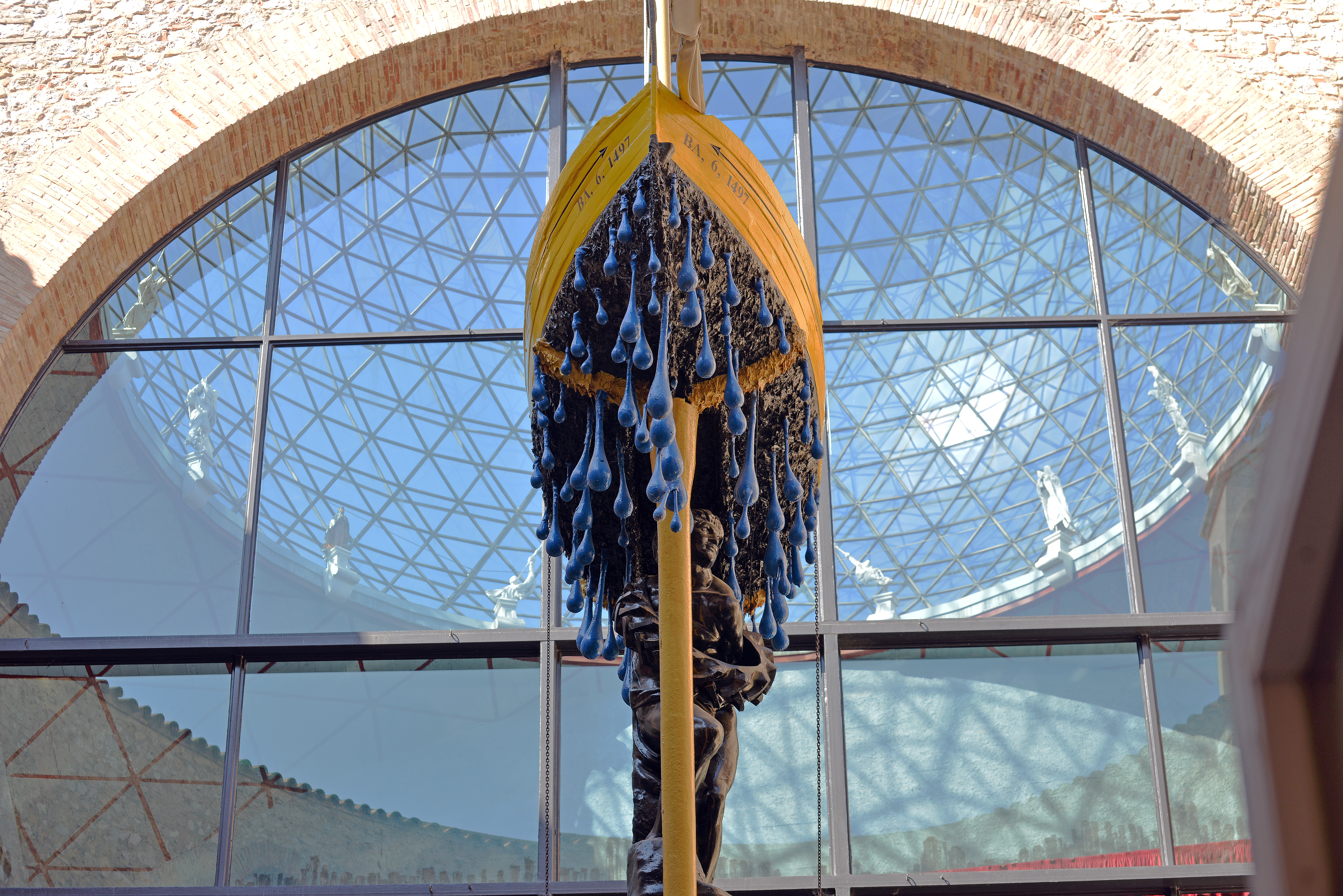
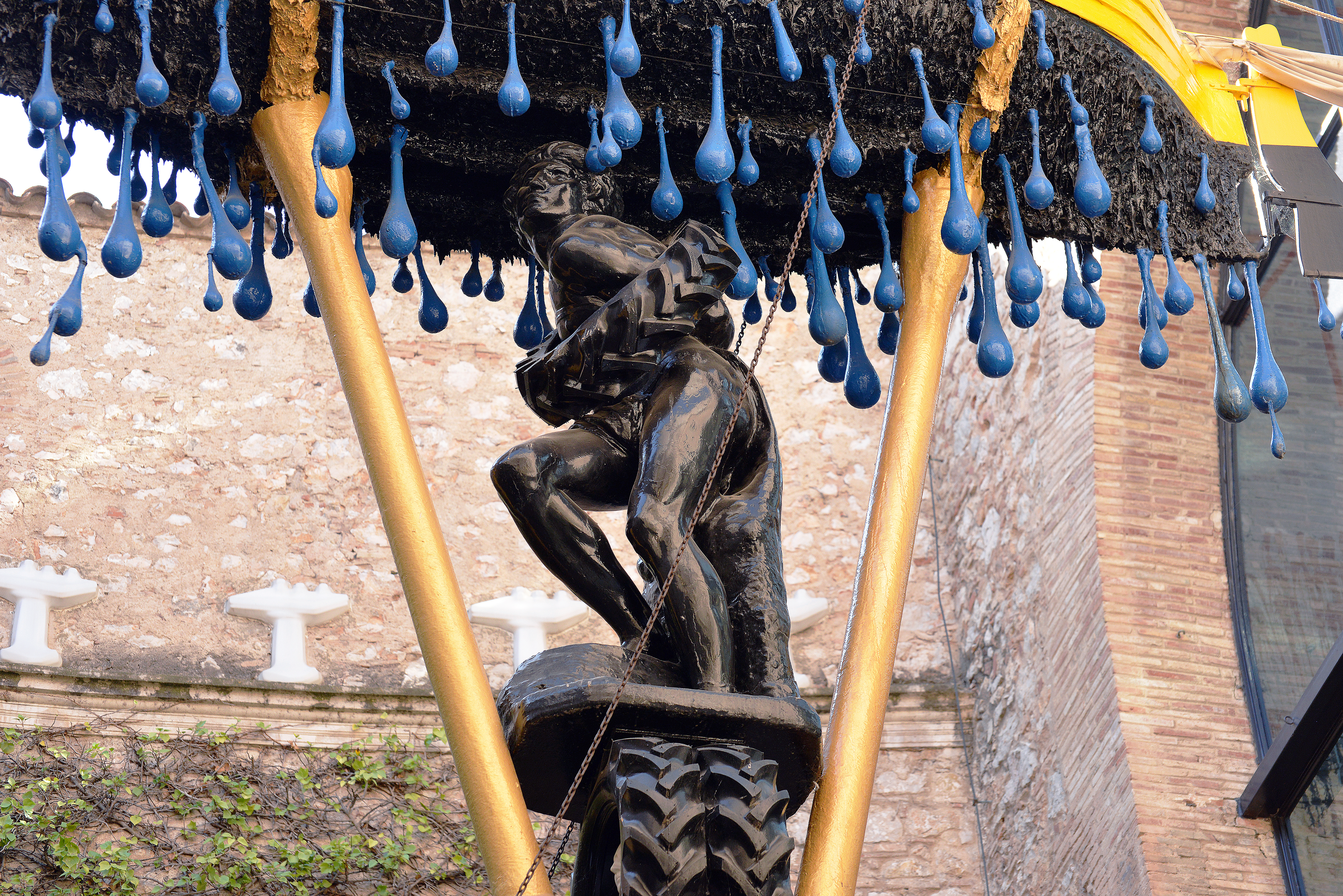

Une copie de sculpture réaliste fantastique La grande Esther du sculpteur autrichien Ernst Fuchs, fait office de bouchon de radiateur mascotte géante sur la capot avant. Ornée d'une crinière, elle est attelée par deux chaines à une colonne Trajane de pneus surmontée d'une barque géante ruisselante sur un homme ligoté par un pneu. L'œuvre est exposée à ce jour dans le patio-jardin d'entrée du Théâtre-musée Dalí de Figueras en Catalogne. Elle est entourée de mannequins dorés art déco, qui observent les visiteurs depuis les loges de l'ancien théâtre, ainsi que par de nombreuses autres œuvres de Dalí, sur les murs du patio, dont des statues, monstres, et tiroirs, rappelant les sculptures du parc des monstres près de Rome... Cette œuvre d'art du mouvement artistique dadaïste surréaliste, alors très en vogue au niveau international, illustre de façon artistique, intellectuel, et humoristique, le côté extravagant et délirant de son époque d'entre-deux-guerres et des deux guerres mondiales.

## Expositions
- première exposition : pour l'Exposition Internationale du Surréalisme, organisée en 1938 par les artistes surréalistes André Breton, Paul Éluard, et Marcel Duchamp, à la Galerie des Beaux-arts du 140 rue du Faubourg-Saint-Honoré de Paris[7],[8],[9].
- seconde : au pavillon espagnole de l'exposition internationale de New York 1939-1940 (une des plus importantes Expositions universelles de tous les temps)
- troisième : rétrospective surréaliste du Musée d'art moderne de New York
- quatrième (et actuelle) : dans le patio-jardin d'entrée du Théâtre-musée Dalí de Figueras en Catalogne en Espagne